# Blue Dream Star
Die Blue Dream Star ist ein Kreuzfahrtschiff, das bei Blohm + Voss gebaut wurde.

## Geschichte
Das Schiff wurde in den Jahren 1999 bis 2001 auf der Werft Blohm + Voss in Hamburg für die griechische Reederei Royal Olympic Cruises gebaut. Die Kiellegung des Schiffes fand am 14. Juli 1999 statt. Die Fertigstellung erfolgte am 1. April 2001. Ursprünglich als Olympic Explorer gebaut, wurde es noch vor der Fertigstellung in Olympia Explorer umbenannt. Am 25. April 2002 wurde das Schiff abgeliefert. 2004 kaufte Stella Maritime das Schiff und es wurde als Universitätsschiff von Semester at Sea eingesetzt. Im November 2014 gab Celestyal Cruises, eine neue Kreuzfahrtmarke von Louis Cruises, bekannt, dass die Explorer für drei Jahre eingechartert wurde. Der Chartervertrag begann im Mai 2015, das Schiff erhielt den neuen Namen Celestyal Odyssey. Im Juni 2015 ging die Celestyal Odyssey erstmals für Celestyal Cruises auf Kreuzfahrt.
Im September 2015 wurde jedoch bekanntgegeben, dass Celestyal Cruises den dreijährigen Chartervertrag beendet, das Schiff verließ die Flotte im Oktober 2015, 2016 wurde dafür die Celestyal Nefeli gechartert. Im Oktober 2015 wurde das Schiff an Diamond Cruise International aus Griechenland verkauft. Seit März 2016 wird das Schiff von Diamond Cruise International als Glory Sea auf Kreuzfahrten zwischen China und Südkorea eingesetzt. Ab November 2017 sollte das Schiff für zehn Monate in Charter der Golden Bridge Cruise Company fahren. Für den Zeitraum wurden aber auch Angebote von Diamond Cruise International gemeldet.
2020 wurde das Schiff an Guo Meng Cruise Investments verkauft. Es wurde unter die Flagge von Liberia gebracht und in Blue Dream Star umbenannt. Bis 2023 lag das Schiff in Zhoushan auf.

## Zwischenfälle
Am 27. Januar 2005 wurde das Schiff im Nordpazifik von einer Monsterwelle getroffen, von der einige Brückenfenster eingedrückt wurden. In der Folge fielen drei der vier Antriebsmotoren des Schiffs aus. Einer der ausgefallenen Motoren konnte wieder gestartet werden. Das Schiff wurde in Honolulu repariert.

## Schwesterschiff
Die Blue Dream Star hat mit der Chinese Taishan ein Schwesterschiff.